# Coriolano (ouverture)

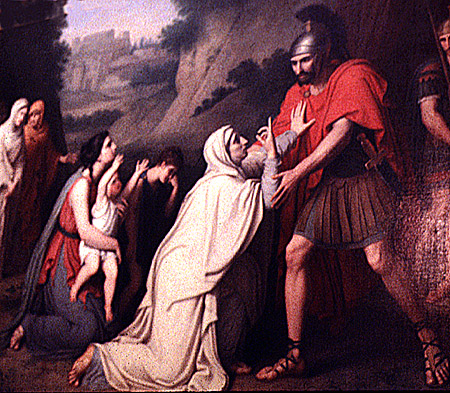
Veturia ai piedi di Coriolano, dipinto di Gaspare Landi (1756-1830).

L'ouverture Coriolano op. 62 è una composizione di Ludwig van Beethoven scritta nel 1807 per la tragedia di Heinrich Collin del 1802.

## Storia
La tragedia di Collin venne rappresentata per la prima volta il 24 novembre del 1802 all'Hofburgtheater di Vienna; protagonista fu Joseph Lange, cognato di Mozart. Furono utilizzati, come intervalli musicali fra i vari atti, dei brani dell'Idomeneo di Mozart. La tragedia ottenne un grande successo e fu rappresentata fino al 1805. Quando venne ripresa due anni più tardi Beethoven volle scrivere un'Ouverture dedicandola al drammaturgo; non è però rimasto alcun documento che certifichi l'effettiva esecuzione del brano in apertura delle rappresentazioni, ma il fatto è comunque molto probabile.
La prima esecuzione di cui si ha notizia risale al marzo del 1807, in un concerto privato presso la casa del principe Franz Joseph von Lobkowitz; in quella occasione vennero anche eseguiti, per la prima volta, il concerto n. 4 per pianoforte e la sinfonia n. 4 dello stesso Beethoven.

## L'argomento
La tragedia di Collin narra della storia di un leggendario condottiero romano, Gneo Marcio Coriolano, il quale, dopo aver guidato le truppe romane contro i Volsci, entra in politica a Roma, dove viene però osteggiato dagli oppositori. Sollevando il popolo contro essi, Coriolano viene accusato di tradimento ed esiliato. Egli si pone così a capo dei Volsci, deciso a guidarli contro Roma, ma viene fermato dalla madre Veturia e dalla moglie Volumnia, che riescono a dissuaderlo dall'impresa. Non potendo però tornare a Roma, per aver guidato un esercito contro essa, si uccide.
La struttura e i temi dell'ouverture seguono l'idea dell'opera. Il tema principale in Do minore rappresenta l'impeto bellicoso di Coriolano pronto a invadere Roma, mentre il più delicato tema in Mi bemolle maggiore rappresenta le suppliche della madre a desistere dal suo intento.

## Organico
Orchestra composta da: due flauti, due oboi, due clarinetti, due fagotti, due corni, due trombe, timpani, archi.

## Registrazioni celebri
Fra le principali registrazioni si ricordano quelle di Wilhelm Furtwängler alla direzione dei Berliner Philharmoniker (1943) e di Fritz Reiner alla direzione della Chicago Symphony Orchestra (1959). Roger Norrington ha registrato con i London Classical Players una versione secondo una ricostruzione filologica e con strumenti d'epoca.
Registrazioni importanti sono quella di Herbert von Karajan con i Berliner Philharmoniker, Karl Böhm con i Wiener Philharmoniker, Carlos Kleiber con la Bayerisches Staatsorchester (1996) e Bruno Walter con la Columbia Symphony Orchestra. Questa ouverture è stata anche nel repertorio di Arturo Toscanini, di cui rimangono sei registrazioni.